# Fluide sombre
Ne doit pas être confondu avec Courant noir.

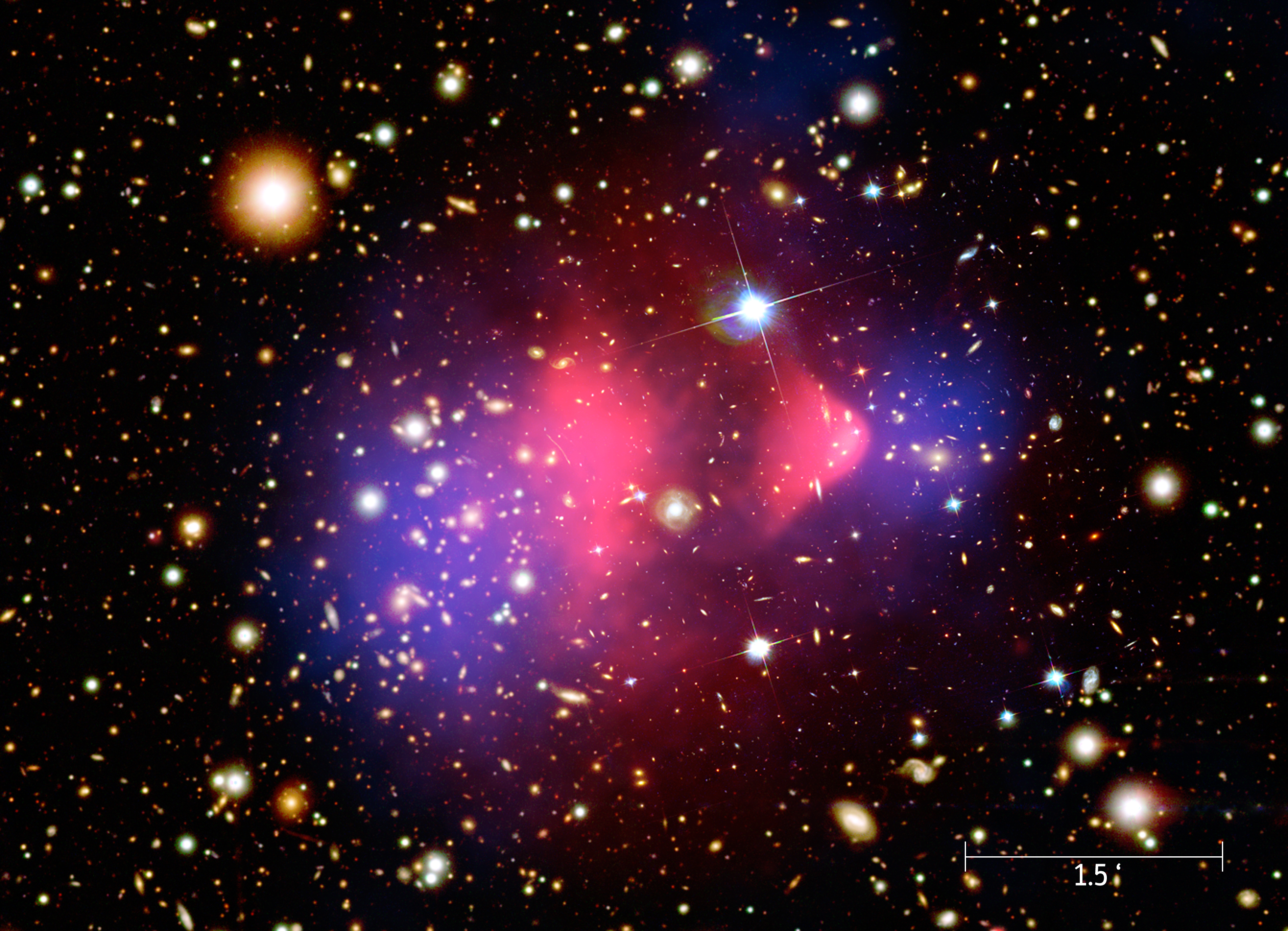
Image composite montrant l'amas de la Balle. Cette image montre en arrière-plan des images de galaxies prises par les télescopes Hubble et Magellan. Le revêtement en rose montre les émissions de rayons X (enregistrées par le télescope spatial Chandra) de la collision des deux amas, alors que les émissions en bleu représentent la distribution de la masse de ces amas, calculée à partir d'effets de lentille gravitationnelle.

Le fluide sombre est une théorie cosmologique visant à expliquer les effets attribués à la matière noire et à l'énergie sombre selon un seul modèle,,.
La théorie de fluide sombre, proposée par le cosmologiste Alexandre Arbey en 2005, affirme que la matière noire et l'énergie noire ne sont pas des phénomènes physiques séparés mais plutôt des sous-effets spécifiques de nouvelles lois étendues de la gravité à très grande échelle. La théorie se rapproche des théories étendues de la gravité (en), comme celle de la dynamique newtonienne modifiée (MOND), qui considèrent que les lois actuelles impliquant la gravité ont été modélisées à l'échelle de la Terre et du Système solaire, ce qui est insuffisant pour expliquer la gravité à de plus grandes échelles.

## Généralités

La matière visible est insuffisante pour expliquer la courbe de rotation des galaxies à l'aide de la relativité générale.

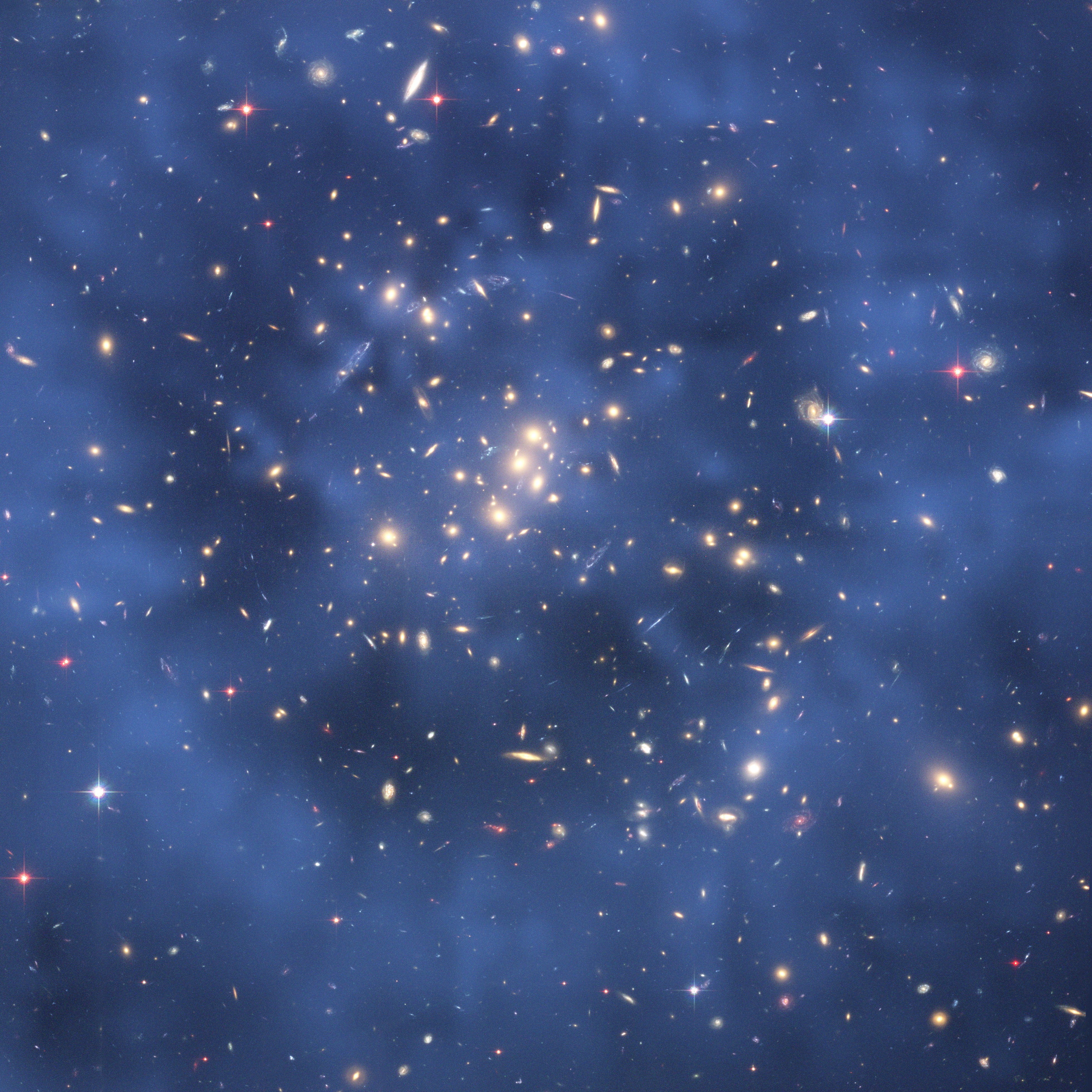
Matière noire (illustrée en bleu) formant des lentilles gravitationnelles dans les environs de l'amas de galaxies

Depuis quelques dizaines d'années, deux énigmes majeures ont surgi en astrophysique et en cosmologie, toutes deux en lien avec les lois de la gravité.
La première est que la matière émettant de la lumière et observée à l'aide de divers instruments tels les télescopes, la « matière visible », est insuffisante pour expliquer plusieurs effets gravitationnels tels la courbe de rotation des galaxies ou les lentilles gravitationnelles. L'idée de « matière noire » a été émise pour combler cette insuffisance. Selon cette idée, cette matière noire est invisible parce qu'elle n'interagit pas avec les forces électromagnétiques, elle ne crée donc aucune forme de lumière.
La seconde énigme, beaucoup plus récente, émerge à la fin des années 1990, alors que des chercheurs observent une grande quantité de supernovas spécifiques, connue sous le nom de supernova de type Ia. Observées dans des galaxies distantes et d'autres rapprochées, les différences d'intensités lumineuses des supernovas montrent que l'expansion de l'Univers s'accélère, ce qui va à l'encontre de l'idée que la gravité est la seule force qui affecte l'Univers à grande échelle. Pour expliquer cette accélération, des chercheurs ont postulé l'existence d'une énergie sombre.

Répartition de l'énergie sombre, de la matière noire et de la matière « ordinaire » selon les observations du satellite Planck.

Selon les observations les plus récentes, l'Univers est composé d'environ 5 % de matière « ordinaire ». Le 95 % restant est divisé en deux secteurs : la matière sombre et l'énergie sombre. Selon le modèle du fluide sombre, la matière sombre et l'énergie sombre sont différentes manifestations d'un même phénomène.
Le fluide sombre a pour hypothèse que la matrice principale de l'espace agirait comme un fluide. Selon cette théorie, l'espace coulerait, coagulerait, se compresserait et s'étendrait comme tout autre fluide. L'idée est que lorsque l'espace est en présence de matière, il ralentit et coagule autour de cette dernière, créant un effet d'entrainement attirant plus d'espace pour coaguler autour de cette matière et, par le fait même, amplifier sa force de gravité. Cet effet ne deviendrait perceptible qu'en la présence d'une très grande masse, comme celle d'une galaxie.
Cette description est semblable à celle de la matière sombre car les équations du fluide sombre reproduisent la matière sombre. Par contre, la théorie du fluide sombre ne dit pas que des particules de matière sombre existent, mais bien qu'elles sont une illusion causée par le cohésion de l'Univers sur lui-même[Quoi ?].
D'autre part, dans des endroits où il y a relativement peu de matière, comme dans les vides entre les superamas de galaxies, la théorie du fluide sombre prédit que l'espace s'étire lui-même. Donc, il deviendrait une force répulsive dans ces milieux, présentant les mêmes effets que l'énergie sombre.
Le modèle du fluide sombre prédit donc une portée continue de l'attraction et de la répulsion en fonction de la densité du milieu étudié.

## Formalisme
La théorie de fluide sombre n'est pas traitée comme un modèle de mécanique des fluides parce que plusieurs de ses équations sont trop difficiles à résoudre complètement. Une approche de la mécanique des fluides formalisée, comme le modèle de gaz de Chaplygin (en), serait une méthode idéale pour la modélisation de cette théorie. Par contre, elle requiert une trop grande quantité de données observationnelles, qui sont indisponibles pour l'instant, afin que celle-ci soit vérifiable. Donc, une étape de simplification a été entreprise en modélisant la théorie à l'aide d'un champ scalaire,.
Le modèle cosmologique standard du fluide sombre prend en compte deux composantes sombres : la matière sombre et l'énergie sombre. Les contraintes observationnelles mises en application mettent donc des limites à chacune de ces composantes. Cependant, à ce jour, ces dernières ont seulement été détectées par leur influence gravitationnelle et les résultats ne fournissent pas assez d'information pour permettre une décomposition unique de l'influence sombre en ses deux composantes. Ainsi, les modèles formés qui les séparent sont donc hypothétiques.
L'un de ces modèles est appelé dégénérescence sombre et s'écrit :
{\displaystyle G_{\mu \nu }-\kappa T_{\mu \nu }^{Visible}=\kappa T_{\mu \nu }^{Sombre}} où:
où
- {\displaystyle G_{\mu \nu }} est le tenseur d'Einstein, qui décrit comment le champ gravitationnel est affecté par la présence de matière,
- {\displaystyle T_{\mu \nu }^{Visible}} et {\displaystyle T_{\mu \nu }^{Sombre}} représentent la répartition de la masse visible et sombre dans l'espace-temps,

{\displaystyle \kappa } est appelée constante d'Einstein et est ajustée de façon que les équations d'Einstein deviennent équivalentes aux lois de la gravitation universelle reliant le potentiel gravitationnel Φ à la masse volumique µ au même point selon la loi dite de Poisson :
{\displaystyle \Delta \Phi =4\pi G\mu },
où G est la constante de Newton et Δ le laplacien.